# Натаров Іван Андрійович
Іван Андрійович Натаров (нар. 1895 — пом. 1968) — російський, український та радянський футболіст, нападник та півзахисник, український та радянський тренер.

## Кар'єра гравця
Футболом розпочав займатися в Харкові, з 1913 року захищав кольори харківського «Штурму». У «Штурмі» був ключовим гравцем команди. З 1920 по 1924 рік разом з командою ставав переможцем чемпіонату Харкова. У 1925 році, після припинення проведення чемпіонатів Харкова, команда «Штурм» припинила своє існування через брак фінансування. Більшість провідних гравців «Штурма» приєдналися до футбольного клубу «Рабіс», в тому числі й Іван Натаров. Кольори «Рабісу» захищав з 1926 по 1927 рік. З 1928 року й до завершення виступів на професіональному рівні в 1937 році був гравцем харківського ХПЗ.
У 2003 році журнал «Футбол» поставив Івана Натарова на перше місце в списку легенд футболу України.

## Кар'єра тренера
Ще будучи гравцем тренував також ХЕМЗ (Харків). Після завершення ігрової кар'єри в довоєнний період тренував «Сільмаш» (Харків) та «Спартак» (Харків). Після завершення Другої світової війни тренував ворошиловградське «Динамо», яким керував до 1948 року. Потім допомагав тренувати київське «Динамо» та харківський «Локомотив». 
У 30-ті роки також тренував команду заводу «Серп і Молот» з хокею з м'ячем. Під його керівництвом «Сільмаш» був однією з провідних команд міста та республіки. Команда тричі ставала чемпіоном УРСР та один раз стала володарем кубка.
Помер 1968 року в Харкові.

## Досягнення

### Як гравця
Футбол
- Чемпіонат Харкова
  -  Чемпіон (5): 1920, 1921, 1922, 1923, 1924

### Як тренера
Хокей з м'ячем
- Чемпіон УРСР: 1937, 1939, 1940.
- Володар Кубку УРСР: 1940.